# Leonhard Weiler
Leonhard Weiler (* 1549 in Weiler/Rheinland; † 13. Juni 1601 in Berlin) war ein Kaufmann und Bürgermeister von Berlin.

## Leben
Leonhard Weilers Vater, Heinrich Weiler, war Obergerichtsverwalter und Statthalter im Amt Altenhof im Herzogtum Jülich. Leonhard war als Kaufmann tätig und siedelte 1583 nach Berlin über. Er kam in die Tuchhandlung des aus Mülheim an der Ruhr stammenden Jobst Krappe († 1585), der 1558 das Berliner Bürgerrecht erworben und 1574 Ratskämmerer geworden war. 1576 war Weiler bereits Teilhaber der Firma und heiratete 1583 Katharina († 1619), die Tochter Krappes und seiner Frau Eva Döring, Tochter des Bürgermeisters Valentin Döring. Gleichzeitig erhielt er das Bürgerrecht. Nach dem Tod seines Schwiegervaters übernahm er 1585 die alleinige Leitung des Geschäfts, die Krappeschen Erben blieben aber Teilhaber und schieden erst nach 1605 aus. Weiler wurde der reichste und angesehenste Kaufmann seiner Zeit in Berlin. 1592 berief er seinen Vetter Jakob Weiler (1571–1628) nach Berlin.
Nachdem er bereits 1585 in den Rat der Stadt aufgenommen worden war, wurde Weiler 1596 zum Bürgermeister der Stadt gewählt und übte das Amt bis zu seinem Tod aus. Am 13. Juni 1601 starb er und wurde in der Nikolaikirche beigesetzt. Als Vorsteher dieser Kirche hatte er dort 1595 auf seine Kosten ein Bibliothekszimmer für die ungefähr 1000 Bände umfassende Sammlung griechischer Schriftsteller, polemischer und ascetischer Schriften einrichten lassen.

## Nachfolge
Seine Witwe führte die Handlung „Leonhard Weilers Witwe und Erben“ weiter, wobei Leonhards Vetter Jakob, den sie 1607 heiratete, die eigentliche Leitung hatte.
Leonhard Weiler hatte mit seiner Frau Katharina vier Kinder, zwei Söhne und zwei Töchter. Die nachfolgenden Generationen bekleideten alle Staatsämter. Die beiden Söhne, Justus (meist Jobst genannt, 1585–1635) und Christian (1590–1638) studierten in Frankfurt (Oder). Der ältere wurde 1619 Geheimsekretär und 1631 Chef der Kriegskanzlei und Kriegsrat. Der jüngere trat erst in die Handlung ein, wurde dann 1628 Hofrentmeister und 1632 Amtskammerrat und erwarb Güter in Kremmen, Vehlefanz und Staffelde. Leonard Weilers Enkel, Leonard Weiler d. J., wurde Hof- und Regierungsrat im Fürstentum Halberstadt und sein Enkel Ernst Weiler wurde Generalmajor. Sein Urenkel Christian Ernst von Weiler wurde kaiserlicher Generalmajor.

## Besitz
Das Weilersche Handlungshaus befand sich an der Langen Brücke, Ecke Georgen-(heute Rathausstraße) und Burgstraße und wurde 1650 von den Erben an Johann Schardius, den Vater des späteren Bürgermeisters, Levin Schardius, verkauft. Außerdem besaß Leonard Weiler ein Haus an der Ecke Spandauer Straße und Nagelgasse (heute Gustav-Böß-Straße). Er soll auch das Palais in der Georgenstraße (später Königsstraße Nr. 60, heute Rathausstraße, nicht mehr vorhanden) gebaut haben, aber wahrscheinlich wurde es erst 1626 von seinem Sohn Christian Weiler erworben und war ab 1665 im Besitz von Leonard Weiler d. J, der es 1668 an den Rat Franz Meinders verkaufte. Später gehörte es dem Staatsminister Johann Andreas Kraut, danach dem General Friedrich Wilhelm von Grumbkow, dann lange Zeit der Micheletschen Seidenhandlung und ab 1816 der Postverwaltung.